# Torvet (julekalender)
 For alternative betydninger, se Torvet. (Se også artikler, som begynder med Torvet)
Torvet er en dansk julekalender-serie, sendt på DR første gang i 1981 og genudsendt i 1987.

## Handling
På torvet, i en unavngiven dansk by, følger vi en række personer i deres små og store gøremål: Politibetjenten forsøger at finde ud af, om juletræssælgeren har en "tilladelsese" til at sælge juletræer, cykelsmeden opfinder en ny slags cykel, bagerjomfruen og skorstensfejeren er forelskede, og barberen arbejder på et tæppe lavet af hår. Imens sidder juletræssælgeren og snitter små træfigurer, og taler med alle der kommer forbi. Den dramatiske hovedhistorie er, at en moderne entreprenør vil rive alle de gamle bygninger på torvet ned og erstatte dem med en moderne parkeringsplads. Hvert afsnit afsluttes med, at personerne samles omkring Ellas pølsevogn og synger sammen med gårdmusikanterne.

## Medvirkende
- Poul Reichhardt - Juletræssælgeren Karl Emil
- Birgit Zinn - Pølsevognsejeren Ella
- Maria Holkenfeldt Behrendt - Stine
- Stephan Læssøe Stephensen - Jens
- Olaf Nielsen - Politibetjenten
- Jens Østerholm - Entreprenøren
- Maria Stenz - Katrine - Bagerjomfruen
- Egon Stoldt - Skorstensfejeren
- Tom McEwan - Cykelsmeden Orla
- Folmer Rubæk - Nissen
- Birgit Brüel - Fru Hittestrup
- Anne Marie Helger - Juletræskøber
- Birgitte Gundorph Olsen - Dame
- Merete Irgens - Dame
- Alf Lassen - Barberen
- Finn Rye Petersen - Arthur
- Helle Ryslinge Lillesøsteren
- Leif Sylvester Petersen - Julemanden

- Roskilde Rejseorkester - Gårdmusikanter
  - Al Damlund - Spillemand på Torvet
  - Torben Ejersbo - Spillemand på Torvet
  - Thomas Jersild - Spillemand på Torvet

## Personale
- Instruktion: Thorkild Demuth
- Ide og oplæg: Ib Spang Olsen
- Manuskript: Jørgen Melgaard
- Musik: Al Damlund